# Молодь з Макроном
Молоді люди з Макроном ( JAM ) — молодіжний рух партії «Відродження» .
Створений у 2015 році активістами Молодого соціалістичного руху ( Саша Уліє, П’єр Персон, Флоріан Юмез і Жан Габорі ), він є першим рухом на підтримку Еммануеля Макрона . У лютому 2018 він офіційно став молодіжним рухом La République en marche (який у 2022 році став Renaissance  ). Амбруаз Межан (Ambroise Méjean) є президентом з липня 2019 .

## Пропозиції та позиції
31 січня 2022 року "Молоді з Макроном" запропонували низку покращень до програми Еммануеля Макрона:
- реформа податку на спадщину ;
- реформа шкільної карти ;
- загальне обмеження 24 учнів у класі початкової школи ;
- легалізація канабісу ;
- легалізація евтаназії ;
- спрощення процедури зміни цивільного стану для трансгендерів ;
- можливість зміни статі в цивільному стані з 15 років ;
- створення "Єкологічного квитка (passe écologie)" для 18-25 років (надбавка для більш екологічного споживання) ;
- заборона полювання ;
- обов'язкове відеоспостереження на бойнях .

У грудні 2023 року, як і Молоді демократи ( MoDem ), Молодь з Макроном закликають депутатів відхилити законопроект про імміграцію як результат спільного комітету  .